# Il mondo è una prigione
Il mondo è una prigione è un film per la televisione del 1962 diretto da Vittorio Cottafavi, tratto dall'omonimo romanzo memoria di Guglielmo Petroni.

## Trama
Roma 1943: Guglielmo, viene arrestato dai tedeschi e portato nelle prigioni di via Tasso, perché sospettato di proteggere i membri della Resistenza. Prima di essere condotto nel carcere di Regina Coeli, Guglielmo e altri detenuti subiranno lunghe torture che Guglielmo annota nel suo diario fino alla sua liberazione.